# Вожеровское сельское поселение
Воже́ровское се́льское поселе́ние — упразднённое муниципальное образование в Нейском районе Костромской области.
Административный центр — село Вожерово.

## История
Вожеровское сельское поселение образовано 30 декабря 2004 года в соответствии с Законом Костромской области № 237-ЗКО, установлены статус и границы муниципального образования.
Законом Костромской области от 16 июля 2018 года упразднено и влито в Кужбальское сельское поселение.

## Население
| 2008 | 2010 | 2012 | 2013 | 2014 | 2015 | 2016 |
| ---- | ---- | ---- | ---- | ---- | ---- | ---- |
| 331  | ↘276 | ↘261 | ↘226 | ↘209 | ↘175 | ↘169 |
| 2017 | 2018 |      |      |      |      |      |
| ↘148 | ↘131 |      |      |      |      |      |

## Состав сельского поселения
| №  | Населённый пункт | Тип населённого пункта       | Население |
| -- | ---------------- | ---------------------------- | --------- |
| 1  | Большая Пасьма   | деревня                      | ↘1        |
| 2  | Борисово         | деревня                      | →0        |
| 3  | Вожерово         | село, административный центр | ↗231      |
| 4  | Гаврино          | деревня                      | ↘11       |
| 5  | Ивановское       | деревня                      | ↗28       |
| 6  | Лаврово          | деревня                      | →0        |
| 7  | Максаково        | деревня                      | →0        |
| 8  | Малая Пасьма     | деревня                      | →0        |
| 9  | Михалево         | деревня                      | ↗40       |
| 10 | Ново-Вожеровка   | деревня                      | →0        |
| 11 | Оленево          | деревня                      | →0        |
| 12 | Раменье          | деревня                      | →0        |